# Pietro da Rimini

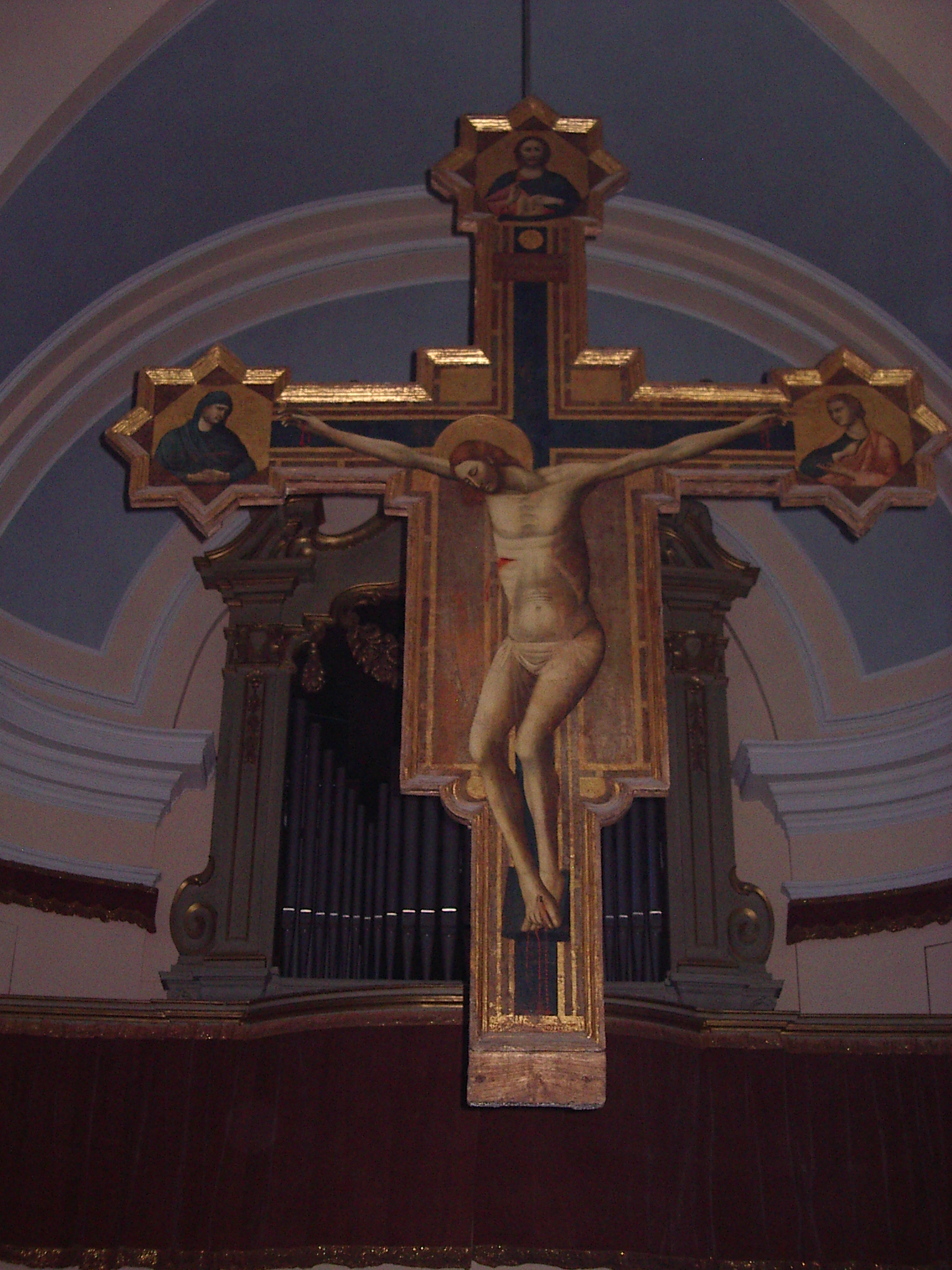
Crucifijo, Urbania, catedral de San Cristóbal.

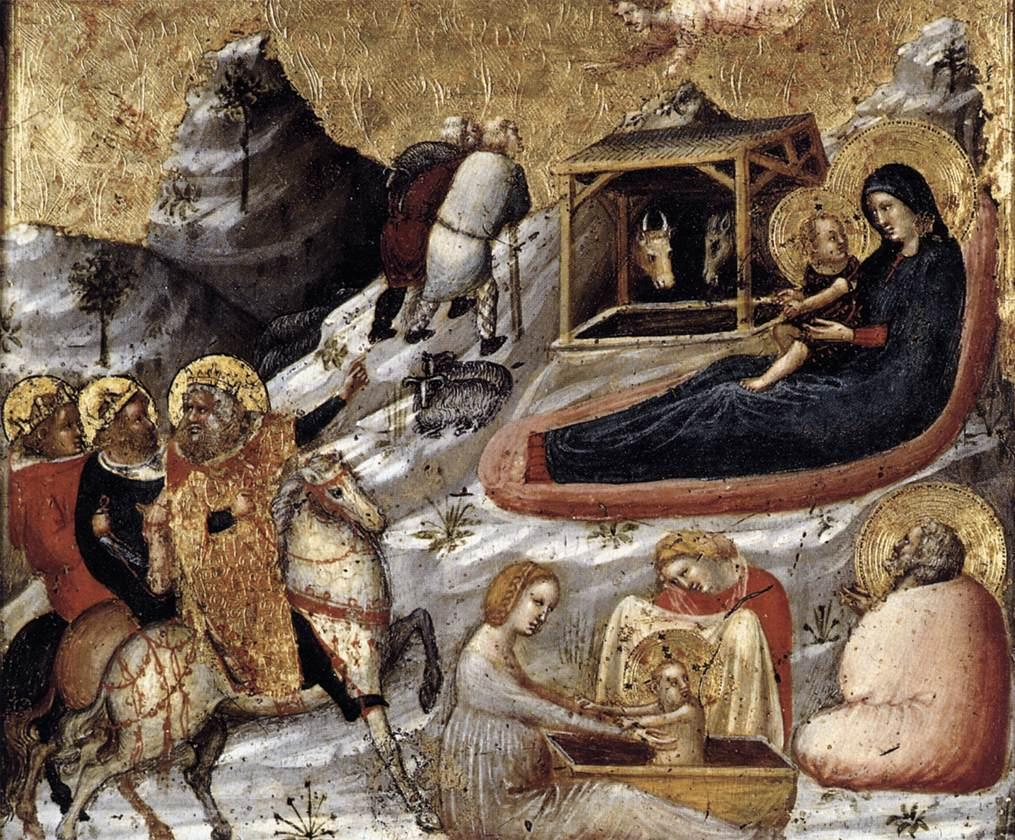
La Natividad y otros temas de la infancia de Cristo, temple sobre tabla, 17,2 x 19,7 cm, Museo Thyssen Bornemisza (en depósito en el MNAC).

Pietro da Rimini o Arimino (ft. 1324-1338) fue un pintor gótico italiano, seguidor del estilo giottesco en Emilia-Romaña y las Marcas.

## Biografía y obra
Su personalidad artística se ha podido fijar a partir de la única obra firmada, un Crucifijo conservado en la catedral de Urbania, procedente de la iglesia de los Muertos. Documentalmente se le encuentra mencionado por primera vez en 1324, año en el que se fechaba el desaparecido políptico de la iglesia de los Eremitas de Padua, en el que trabajó con Giuliano da Rímini. En 1328 se le cita como testigo en dos documentos relacionados con los canónigos de Santa María in Porto Fuori de Rávena.
Son muy numerosas las obras que, a partir de estas, se le han atribuido, aunque la autoría especialmente de las más tempranas se discute. El patetismo expresivo del Crucifijo de Urbania, datable hacia 1320, se ha observado en algunos de los frescos con escenas de la vida de la Virgen y de Cristo de la capilla o cappellone de San Nicolás en Tolentino, pintados probablemente entre 1317 y 1325. De forma unánime se le han atribuido los frescos de la antigua iglesia de Santa Clara en Rávena, ahora conservados en el Museo Nazionale de la misma ciudad. Un mismo sentido narrativo, aunque quizá con menor intensidad dramática, y los mismos brillantes colores, se aprecian en los frescos de la iglesia de Santa María in Porto Fuori de Rávena, de los que se conservan nueve fragmentos tras haber resultado dañados a causa de un bombardeo en 1944. La intervención del taller en estos últimos debió de ser, no obstante, intensa, al punto de haberse puesto en duda la autografía. Al margen de estos frescos y pinturas murales, el estilo de Pietro da Rimini está presente también en pequeñas pinturas devocionales entre las que cabe destacar cinco tablas de reducidas dimensiones que originalmente pudieron formar parte de un pequeño retablo, dispersas entre la Gemäldegalerie de Berlín, Presentación en el templo y Santo Entierro, el Museo Thyssen-Bornemisza, Natividad y otros temas de la infancia, la colección de la Fondazione Cassa di risparmio de Rávena, Resurrección y Noli me tangere, y  la Pinacoteca Vaticana, Crucifixión, habiéndose perdido la quinta, que representaba la Oración en el huerto.